# Casa-fàbrica Vilella
La casa-fàbrica Vilella era un edifici situat als carrers de la Riereta i de Sant Pacià i del barri del Raval de Barcelona, actualment desaparegut.

## Història

### El fabricant Esteve Bonardell i el mestre de cases Gaietà Probens
El 1803, el fabricant de filats i teixits de cotó Esteve Bonardell va adquirir en emfiteusi a l'abaixador Pere Reynés i Triter i al seu fill Pere Reynés i Jovany, candeler de cera, un solar de 47 pams d'amplada i 114 de fondària a la cantonada dels carrers de Sant Pacià i de les Carretes, on ver fer construir una casa-fàbrica de planta baixa i quatre pisos (actuals núms. 25 i 35, respectivament), segons el projecte del mestre de cases Gaietà Probens. Segons la carta de pagament de les obres, aquestes començaren l'abril del 1804 i foren concloses el mateix any, i hi intervingueren el mateix Probens i el fuster Dídac Mascaró, que cobraren un total de 9.403 lliures i 8 diners. El 1807, Bonardell va vendre la casa-fàbrica al comerciant Pau Milà i Figueras per 5.000 lliures barcelonines.
El 1804, Bonardell va adquirir en emfiteusi a Antoni Rossell tres cossos de casa al carrer de Sant Pacià cantonada amb el de la Riereta, i a finals d'aquell any va demanar permís per a edificar-hi una fàbrica de planta baixa i un pis, segons el projecte del mateix Probens. Aquest havia adquirit al mateix Rossell dos cossos de casa al carrer de Sant Pacià, on el 1805 va construir una casa de planta baixa i quatre pisos (actual núm. 3).

### El comerciant Ferriol Vilella
El 1805, Bonardell va vendre el terreny i l'edifici en construcció al comerciant Ferriol (també escrit Ferreol) Vilella per 3.600 lliures barcelonines, que també va adquirir en emfiteusi de Rossell una altra porció de terreny. Finalment, el mateix Probens, el fuster Dídac Mascaró i el picapedrer Pere Casanovas van atorgar a Vilella una carta de pagament per l'import de 102 lliures, 7 sous i 3 diners.
El 1815, la fàbrica fou llogada pel termini de cinc anys pels catedràtics Josep Antoni Balcells i Josep Antoni Savall, comissionats per la Junta de Farmàcia (amb seu a Madrid) per a establir-hi el Col·legi de Sant Victorià. Segons consta a l'escriptura notarial, l'edifici, que havia estat desocupat durant la Guerra del Francès, necessitava algunes obres de reparació i condicionament per a encabir-hi les aules d'ensenyament, la biblioteca i el laboratori. Per tal d'establir-hi el jardí botànic annex, els mateixos catedràtics van llogar a l'hortolà Antoni Capdevila l'«hort d'en Ramaller», situat a l'altra banda del carrer de la Riereta.
El 1842 hi havia la fàbrica de teixits de cotó i mescla dels germans Vilaró, i el 1849 la de Daniel, Boyer i Cia, que van ser presents a l'Exposició Industrial del 1844 amb teixits de cotó per a pantalons i «guingues» de colors.
El 1850, l'edifici fou subhastat pel Tribunal de Comerç i finalment adquirit als hereus de Ferriol Vilella per Francesca Vilardell, que el faria enderrocar per a reedificar-ho de nova planta.